# Chambellan cubiculaire
Un chambellan cubiculaire (camerarius en latin) est l'intendant (camérier en chef) de la nombreuse domesticité de la chambre de l'empereur romain : les « cubiculaires » (s'occupant des Lares, du lit, du linge…).

## Rôle
Il a un poids considérable. C'est par son entremise qu'on peut se faire entendre de l'empereur et obtenir une grâce.
Ayant la garde directe de l'empereur, il porte l'épée. Pour conserver son crédit, il ne se contente pas de servir le prince au palais. Il l'accompagne dans ses déplacements et s'arrange pour partager sa vie quotidienne. Sa responsabilité est redoutable. C'est ainsi que Parthénius et Eclectus tueront, le premier Domitien, le second Commode.
Tout comme les esclaves et affranchis du service d'accueil, les camériers trafiquent avantageusement de leur influence. Ils se font grassement payer pour communiquer (ou pas, afin d'être rétribués plus longtemps) les requêtes à l'empereur.